# Presidente de Barbados
O Presidente de Barbados ou Presidente da República de Barbados (em inglês: President of the Republic of Barbados) é o chefe de Estado de Barbados e, por conseguinte, o comandante-em-chefe das Forças de Defesa de Barbados. O cargo foi estabelecido após a transição do país para o regime republicano, oficializada em 30 de novembro de 2021.
Desde a independência do país em 1966, o monarca britânico era o chefe de Estado representado localmente pelo governador-geral. Desde então, Isabel II do Reino Unido foi a única soberana do país durante seu período monárquico tendo sido representada mais recentemente pela Governadora-geral Sandra Mason. Após o estabelecimento da república parlamentarista, Mason assumiu o cargo de Presidente de Barbados.

## Eleição
O Presidente é eleito pelo Parlamento de Barbados. O Primeiro-ministro e o Líder da Oposição nomeiam conjuntamente um candidato noventa dias antes do fim do mandato do incumbente e este deverá ser submetido à votação pelo parlamento. Se alguma objeção ao candidato for verificada, a sessão conjunta deverá ser suspensa e ambas as casas do parlamento - Senado e Casa da Assembleia - se reúnem separadamente para votar pelo prosseguimento da candidatura. O candidato à presidência necessita de dois terços dos votos válidos de cada casa parlamentar para ser considerado eleito ao cargo.